# Elly Nannenga-Bremekamp
Elly Nannenga-Bremekamp, geboren als Neeltje Elisabeth Bremekamp (Surabaya, 1916 - Indonesië, 1996), was een Nederlandse botanicus. Haar specialiteit was slijmzwammen. Haar officiële afkorting als botanische auteur is "Nann.-Bremek".

## Biografie
Beide ouders waren bioloog, het gezin woonde ten tijde van Elly's geboorte in Indonesië. Na het vroege overlijden van haar moeder verhuisde haar vader met zijn dochter terug naar Nederland, waar Bremekamp de lagere school in Delft en Amsterdam bezocht voordat haar vader een hoogleraarschap aanvaardde aan de Transvaal University in Zuid-Afrika. In 1924 verhuisde het gezin naar Pretoria en kort daarna terug naar Europa, waar Bremekamp in Engeland naar school ging. Ze studeerde biologie in Utrecht, waar ze als interessegebied de taxonomie van phanerogamen (zaadplanten) ontdekte. Op de Universiteit van Utrecht ontmoette ze ook haar toekomstige echtgenoot Everhard Tonko Nannenga (gehuwd 19 mei 1943 De Bilt), met wie ze vier dochters kreeg. Bremekamp verhuisde met hem mee naar Heelsum in Gelderland.
Haar werk concentreerde zich op wetenschappelijke illustraties van mosselen, vlinders, mossen en schimmels. Nadat ze in de Tweede Wereldoorlog bijna haar hele bibliotheek en collectie met haar huis had verloren, was een van de weinige werken die ze nog had de monografie van Arthur en Guilielma Lister over de echte slijmzwam, Myxogastria, en maakte van het onderwerp een nieuw aandachtspunt. Sinds 1960 publiceert ze veel, met name over de myxomycetenflora van de Himalaya, India en Japan, maar ook in Nederland, en verwierf ze internationale bekendheid. Op het moment van haar overlijden bevatte haar herbarium meer dan 17.000 bladeren, 11.500 microscopische preparaten en 6.500 illustraties. De collectie wordt nu bewaard en gedigitaliseerd door de Nationale Plantentuin van België en ook deels in het Nationaal Herbarium Nederland (in Naturalis).